# 中華網龍
中華網龍股份有限公司，簡稱中華網龍、網龍，為智冠科技旗下的線上遊戲研發公司之一。

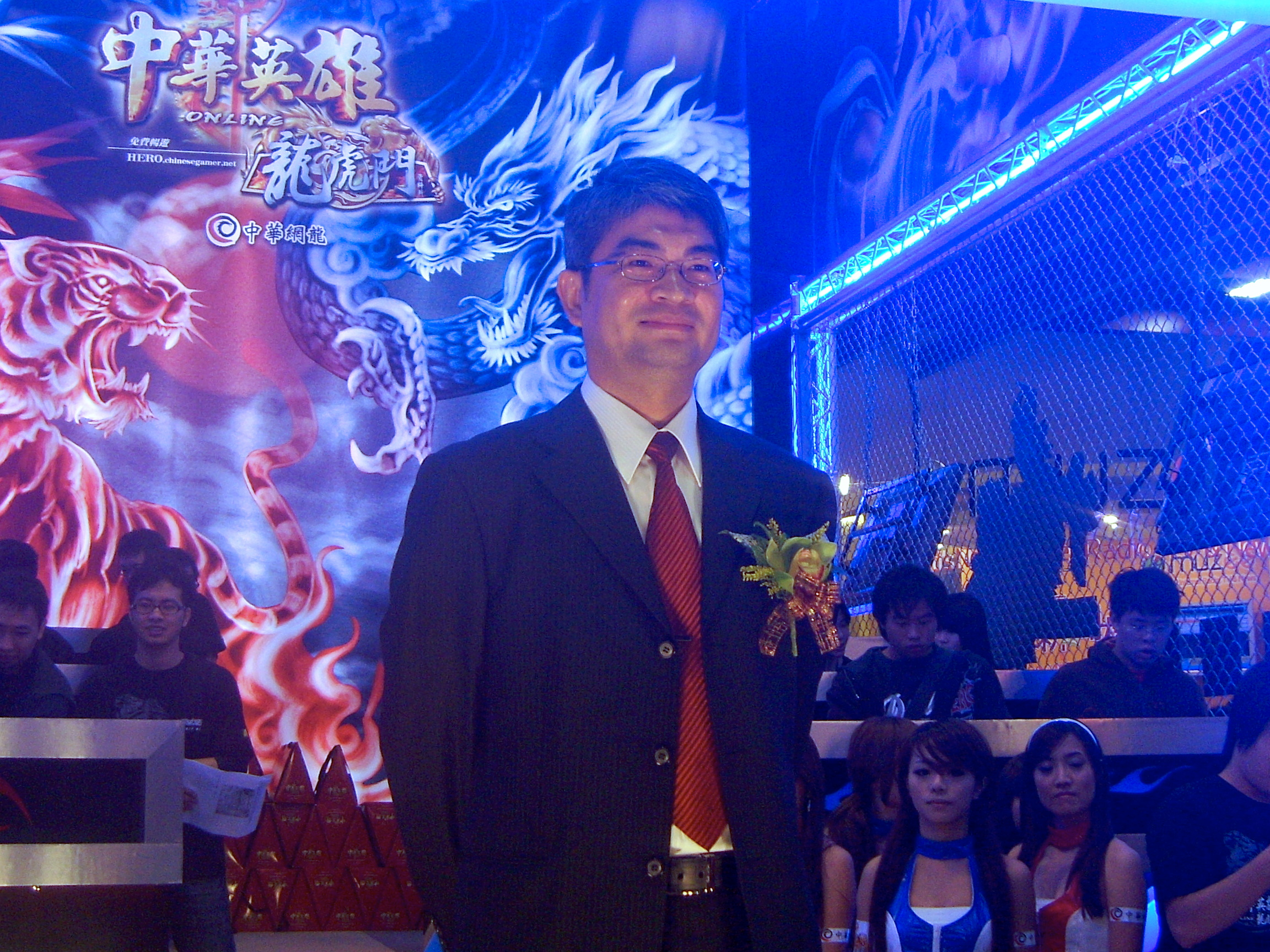
中華網龍總經理呂學森

## 旗下所研發之營運中遊戲

### 線上遊戲
- 《金庸群俠傳Online》（2001年6月）
- 《三國演義》（2002年7月）
- 《戀愛盒子》（2004年2月）
- 《金庸群俠傳2》（2005年2月）
- 《飄流幻境Online》（2005年12月）
- 《中華麻將館Online》（2006年3月）
- 《吞食天地 免費版》（2006年7月）
- 《黃易群俠傳》（2006年8月）
- 《新蜀山劍俠》（2007年1月）
- 《三國鼎立》（2008年5月）
- 《武林群俠傳》（2008年7月）
- 《吞食天地2》（2008年10月）
- 《女神Online》（2009年1月）
- 《中華英雄》（2009年8月）
- 《勇者之歌》（2010年1月）
- 《鑽石俱樂部》（2010年7月）
- 《天子傳奇》（2010年8月）
- 《黃易群俠傳2》（2011年8月）
- 《吞食天地3》（2012年3月）

### 網頁遊戲
- 《橫掃天下》（2013年11月28日）

## 停止營運遊戲

### 線上遊戲
- 《網路三國》（2000年8月－2018年12月27日）
- 《吞食天地 收費版》（2003年8月6日－2018年12月27日）
- 《東方傳說》（2004年4月8日－2013年5月3日）
- 《卡巴拉島》（代理）（2006年3月31日－2012年11月29日）
- 《九洲英雄》（2007年9月19－2013年6月18日）
- 《六聖群俠傳》（2007年10月－2016年9月19日）
- 《路尼亞戰記》（代理）（2007年12月11日－2012年12月11日）
- 《秦皇天下》（代理）（2009年4月30日－2014年1月27日）
- 《奇幻西遊》（2009年6月26日－2013年7月11日）
- 《霸世王朝》（2010年4月30日－2013年6月13日）
- 《戀愛盒子2幸福五角》（2010年6月25日－2013年7月29日）
- 《聖劍》（2010年11月27日－2013年7月1日）
- 《龍騰三國》（2011年6月24日－2013年5月24日）
- 《Q群仙傳》（2011年1月－2016年9月1日）
- 《刀劍笑》（2011年4月）
- 《亞特蘭提斯之帝國謎城》（2012年11月－2016年6月30日）
- 《四大名捕》（2013年10月－2016年9月1日）

### 網頁遊戲
- 《諸神降臨》（2008年6月13日－2013年4月29日）
- 《MIU冒險者物語》(2008年6月27日－2013年8月19日)
- 《江湖霸業》（2008年7月11日－2013年4月29日）
- 《富豪街》（2008年7月29日－2013年4月29日）
- 《領主》（2008年8月15日－2013年4月29日）
- 《地球帝國》（2008年8月29日－2013年4月29日）
- 《戰神世界》（2008年9月15日－2013年9月2日）
- 《荊軻刺秦王》（2008年9月30日－2013年4月29日）
- 《星艦奇航》（2008年10月17日－2013年4月29日）
- 《北歐神話》（2008年10月31日－2013年4月29日）
- 《刀劍江湖》（2008年11月28日－2013年4月29日）
- 《叱吒三國》（2009年3月27日－2013年4月29日）
- 《破魔錄》（2009年5月22日－2013年4月29日）
- 《江山》（2009年9月4日－2013年4月29日）
- 《領主2》（2009年10月30日－2013年4月29日）
- 《天下皇朝》（2009年11月20日－2013年4月29日）
- 《俠客時代》（2010年4月23日－2013年5月29日）
- 《神魔令2》（2010年4月28日－2013年9月2日）
- 《游龍三國》（2010年5月14日－2013年4月29日）
- 《夢幻足球》（2010年6月4日－2013年5月29日）
- 《神魔世界》（2010年7月2日－2013年5月29日）
- 《XBA籃球經理2》(2010年7月26日－2013年8月19日)
- 《西遊戰記》（2010年8月26日－2013年5月29日）
- 《千億星辰》（2010年9月21日－2013年8月19日）
- 《哆啦大冒險》（2011年3月21日－2013年9月2日）
- 《龍騰三國網頁版》（2011年12月13日－2013年4月30日）
- 《盤古戰紀》（2012年2月23日－2013年4月30日）
- 《吞食外傳》（2012年4月26日－2014年6月30日）
- 《霸刀》（2012年8月3日）

## 外部連結
- 中華網龍 （页面存档备份，存于）